# كالينيكوس
كالينيكوس
الاسم القديم لمدينة الرقة السورية, أنشأت سنة 244 أو 242 قبل الميلاد نسبة إلى سلوقس الأول، مؤسس المدينة، الذي كان يعرف أيضاً بهذا الاسم (ويقول البعض أن الاسم يعود إلى الفيلسوف اليوناني كالينيكوس الذي يعتقد أنّه توفي ودفن في الرقة في العصر البيزنطي.
كانت مدينة كالينيكوس أو الرقة مركزاً اقتصادياً وعسكرياً في سورية القديمة، وفي 639 ميلادية فتحتها الجيوش العربية الإسلامية وتحولت تسميتها إلى الرقة وتعني في اللغة الصخرة المسطّحة.